# Cieśnina Jerzego VI

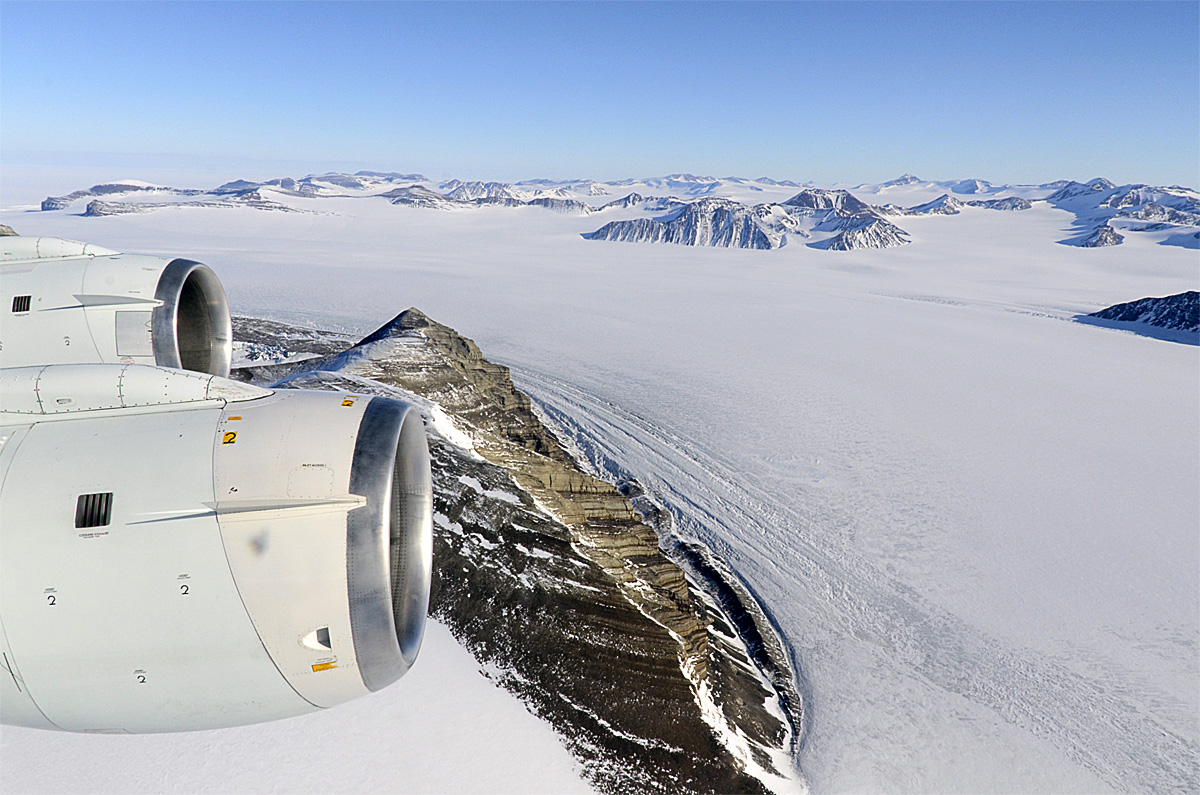
Lodowiec Szelfowy Jerzego VI wypełniający cieśninę Jerzego VI (2011)

Cieśnina Jerzego VI (ang. George VI Sound; hiszp. Canal Jorge VI, Canal Sarmiento) – cieśnina u wybrzeży Antarktydy, oddzielająca Wyspę Aleksandra od Półwyspu Antarktycznego.

## Nazwa
Nazwana przez australijskiego polarnika Johna Rymilla (1905–1968), kierownika Brytyjskiej Ekspedycji do Ziemi Grahama (1934–1937), na cześć króla Wielkiej Brytanii Jerzego VI . Hiszpańska nazwa stosowana przez Argentynę – Canal Sarmiento – zostala nadana na cześć argentyńskiego pisarza i polityka Domingo Faustino Sarmiento (1811–1888), prezydenta kraju w latach 1868–1874 . 

## Geografia
Cieśnina Jerzego VI leży u zachodnich wybrzeży południowej części Półwyspu Antarktycznego, oddzielając Wyspę Aleksandra od Ziemi Palmera . 
Ma kształt litery „J” . Rozciąga się na długości 483 km, a jej szerokość waha się od 24 do 64 km . 
Stale pokryta lodem – prawie na całej swej rozciągłości wypełniona przez Lodowiec Szelfowy Jerzego VI – od Niznik Island do Ronne Entrance i Spaatz Island . Grubość lodowca w części północnej nie przekracza 250 m, a w południowej dochodzi do 500 m . Lodowiec zasilany jest w głównej mierze przez lodowce lądowe z zachodniej Ziemi Palmera .  

## Historia
Cieśninę odkrył 23 listopada 1935 roku amerykański lotnik Lincoln Ellsworth (1880–1951) w pierwszym dniu lotu transkontynentalnego . W 1936 roku obszar był badany z powietrza i z lądu przez brytyjską wyprawę do Ziemi Grahama . W latach 1940–1941 cieśnina została zbadana na całej długości z lądu przez ekspedycję amerykańską United States Antarctic Service . W 1949 roku ponownie przebadana na całej długości przez Falkland Islands Dependencies Survey (FIDS) .